# Getaway (singel Viki Gabor)
Getaway – czwarty singel polskiej piosenkarki Viki Gabor z jej debiutanckiego albumu studyjnego, zatytułowanego Getaway (Into My Imagination). Singel został wydany 23 kwietnia 2020.
Kompozycja znalazła się na 6. miejscu listy AirPlay – Top, najczęściej odtwarzanych utworów w polskich rozgłośniach radiowych. Nagranie otrzymało w Polsce status złotego singla, przekraczając liczbę 10 tysięcy sprzedanych kopii.

## Powstanie utworu i historia wydania
Utwór napisali i skomponowali Amber Van Day, Fridolin Walcher, Jonas Becker, Marli Harwood i Timofei Crudu. Jego wydawcą jest należące do Bertelsmanna przedsiębiorstwo BMG Rights Management.
Singel ukazał się w formacie digital download 23 kwietnia 2020 w Polsce za pośrednictwem wytwórni płytowej Universal Music Polska. Piosenka została umieszczona na debiutanckim albumie studyjnym Gabor – Getaway (Into My Imagination), oraz na minialbumie – Getaway (Live Acoustics).
20 kwietnia 2020 w serwisie społecznościowym Instagram opublikowała fragment akustycznej wersji piosenki. 4 listopada opublikowano utwór w ramach sesji dla Vevo – Live Performance.
Utwór znalazł się na czterech składankach: Śpiewajmy razem (wydana 25 maja 2020), sprzedawanej wyłącznie w sklepach Biedronka, Fresh Hits: Lato 2020 (wydana 29 maja 2020), Bravo Hits: Lato 2020 (wydana 19 czerwca 2020) i Hity na czasie: Lato 2020 (wydana 26 czerwca 2020).

## „Getaway” w stacjach radiowych
Nagranie było notowane na 6. miejscu w zestawieniu AirPlay – Top, najczęściej odtwarzanych utworów w polskich rozgłośniach radiowych.

## Teledysk
Do utworu powstał teledysk w reżyserii Dawida Krępskiego, który udostępniono 24 kwietnia 2020 za pośrednictwem serwisu YouTube. Klip zrealizowany został we współpracy z marką Puma w ramach kampanii „Puma Talents”, dzięki czemu została nową, polską ambasadorką tej marki. Wideo zostało nagrane w lutym w Los Angeles, w Four Aces Movie Ranch:

Praca na planie teledysku była niezwykła przygodą, od wylotu do Los Angeles, aż po pokój, w którym kiedyś przebywała Beyoncé! Moje marzenia się spełniają, teledysk jest dokładnie taki jak bym chciała i mam nadzieję, że wszystkim się spodoba. Pamiętajcie, zawsze jest dobry czas na spełnianie swoich marzeń!

Organizacją przelotu do Los Angeles zajęły się Polskie Linie Lotnicze LOT.
Wideo znalazło się na 4. miejscu na liście najczęściej odtwarzanych teledysków przez telewizyjne stacje muzyczne.

## Twórcy
Opracowano na podstawie materiału źródłowego.
- Viki Gabor – wokal prowadzący
- Tim Crudu – produkcja muzyczna, personel studia nagraniowego, inżynier dźwięku, autor tekstu, kompozytor
- DJ Katch – produkcja muzyczna, personel studia nagraniowego, inżynier dźwięku, autor tekstu, kompozytor
- Marcin Szwajcer – personel studia nagraniowego, inżynier masteringu
- Amber Van Day – autorka tekstu, kompozytorka
- Fridolin Walcher – autor tekstu, kompozytor
- Marli Harwood – autorka tekstu, kompozytorka

## Lista utworów
- Digital download[3]

1. „Getaway” – 3:04

## Notowania
| Kraj   | Lista (2020)      | Najwyższa pozycja |
| ------ | ----------------- | ----------------- |
| Polska | AirPlay – Top     | 6                 |
| Polska | AirPlay – Nowości | 5                 |
| Polska | AirPlay – TV      | 4                 |

| Kraj   | Lista (2020)  | Pozycja |
| ------ | ------------- | ------- |
| Polska | AirPlay – Top | 77      |

## Certyfikaty
| Kraj          | Certyfikat  | Sprzedaż |
| ------------- | ----------- | -------- |
| Polska (ZPAV) | złota płyta | 10 000+  |

## Wyróżnienia
| Rok  | Konkurs    | Kategoria                   | Rezultat    |
| ---- | ---------- | --------------------------- | ----------- |
| 2020 | Gorąca 100 | 100 największych hitów 2020 | 58. miejsce |